# Фрактал Ляпунова

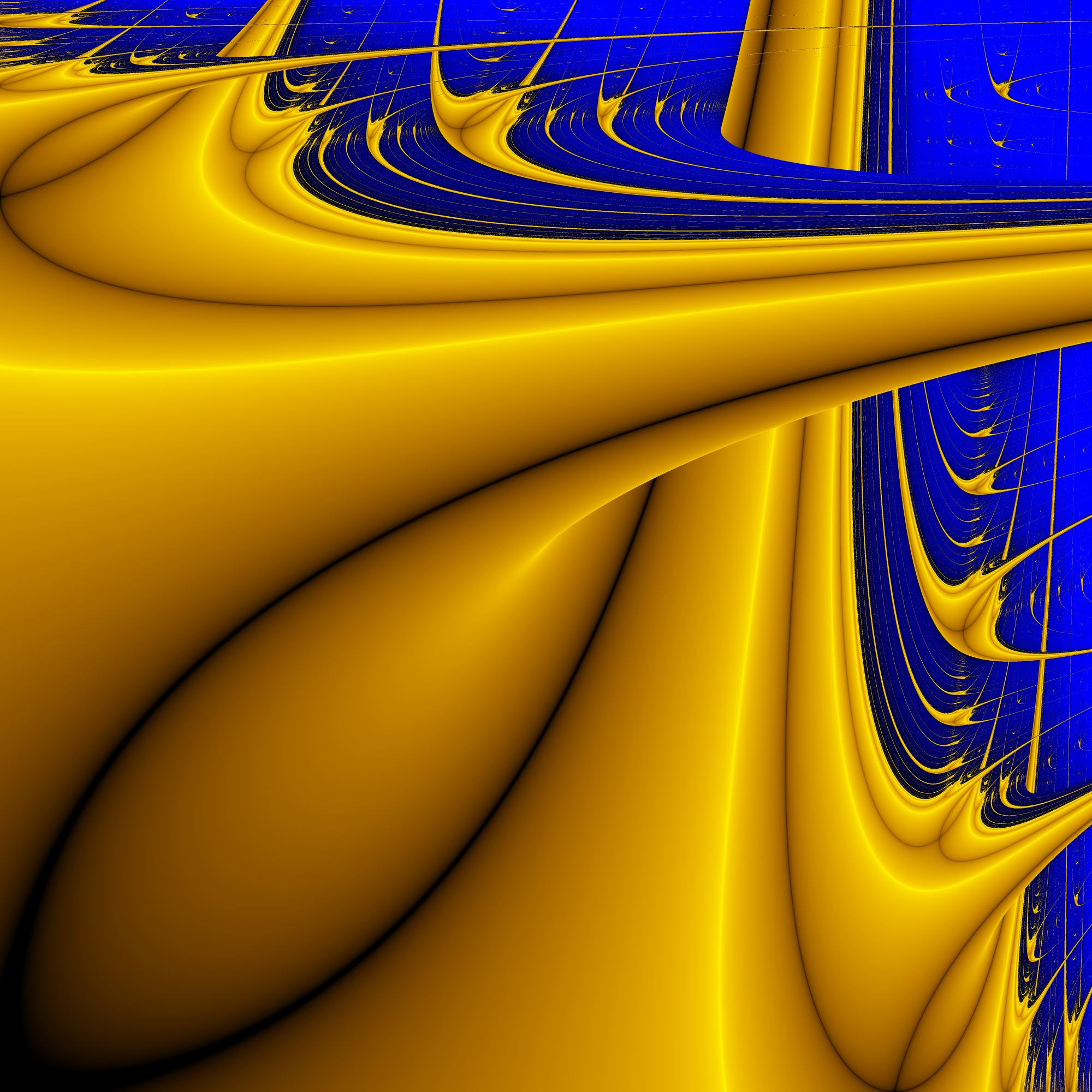
Стандартний логістичний фрактал Ляпунова з ітераційною послідовністю AB в ділянці [2, 4] x [2, 4].

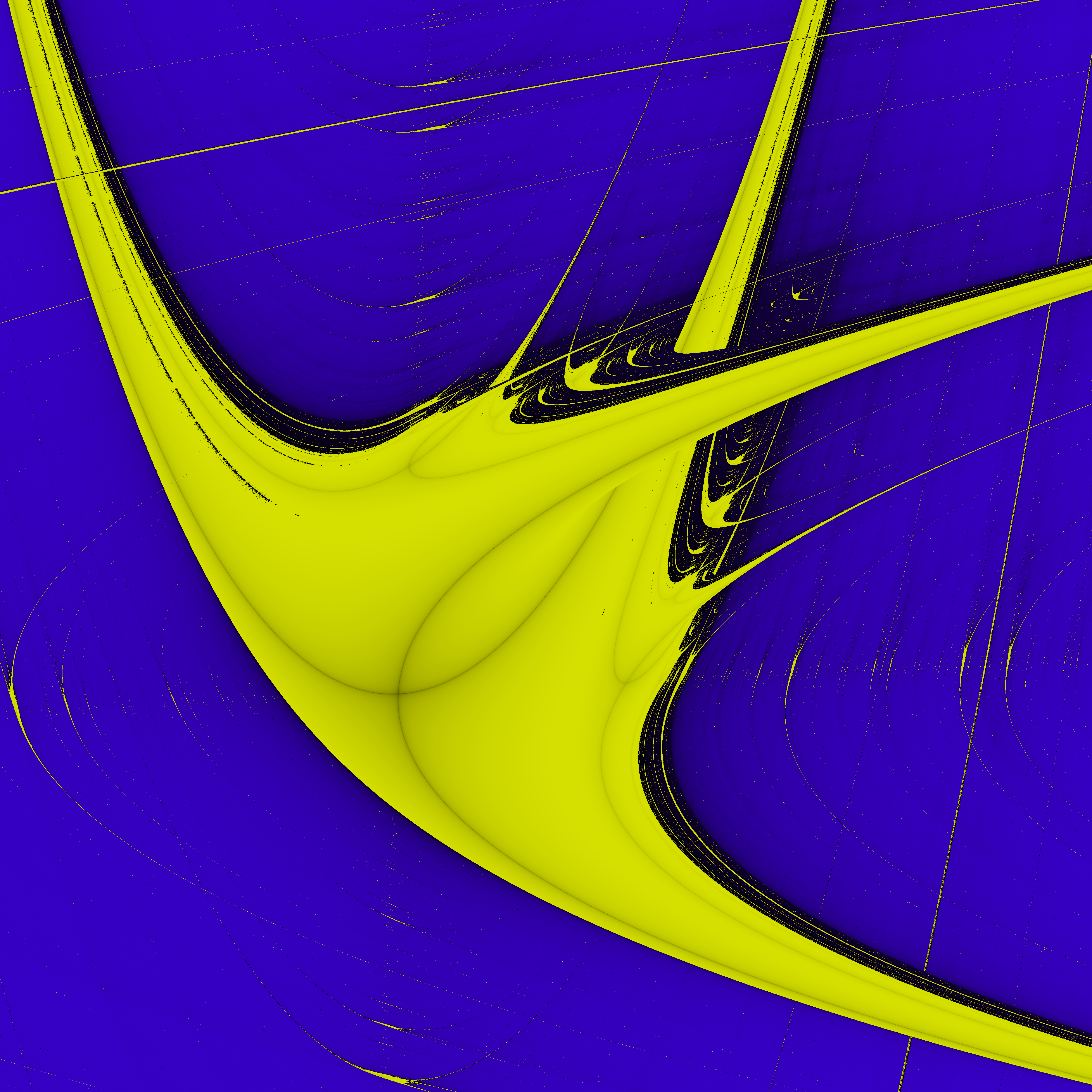
Фрагмент фракталу Ляпунова у вигляді ластівки. Ітераційна послідовність AB в ділянці [3.81, 3.87] x [3.81, 3.87

Фрактали Ляпунова (також відомі як фрактали Маркуса — Ляпунова) — біфуркаційні фрактали, породжені розширенням логістичного відображення, в яких степінь зростання сукупності r періодично змінює значення з A на B і навпаки.
Фрактали Ляпунова будуються відображенням ділянок стабільної та хаотичної поведінки, що вимірюються показником Ляпунова {\displaystyle \lambda }, у площині a-b для даної періодичної послідовності a і b. На малюнках жовтий колір відповідає стабільності ({\displaystyle \lambda <0}), а синій — хаосу ({\displaystyle \lambda >0}).

## Властивості

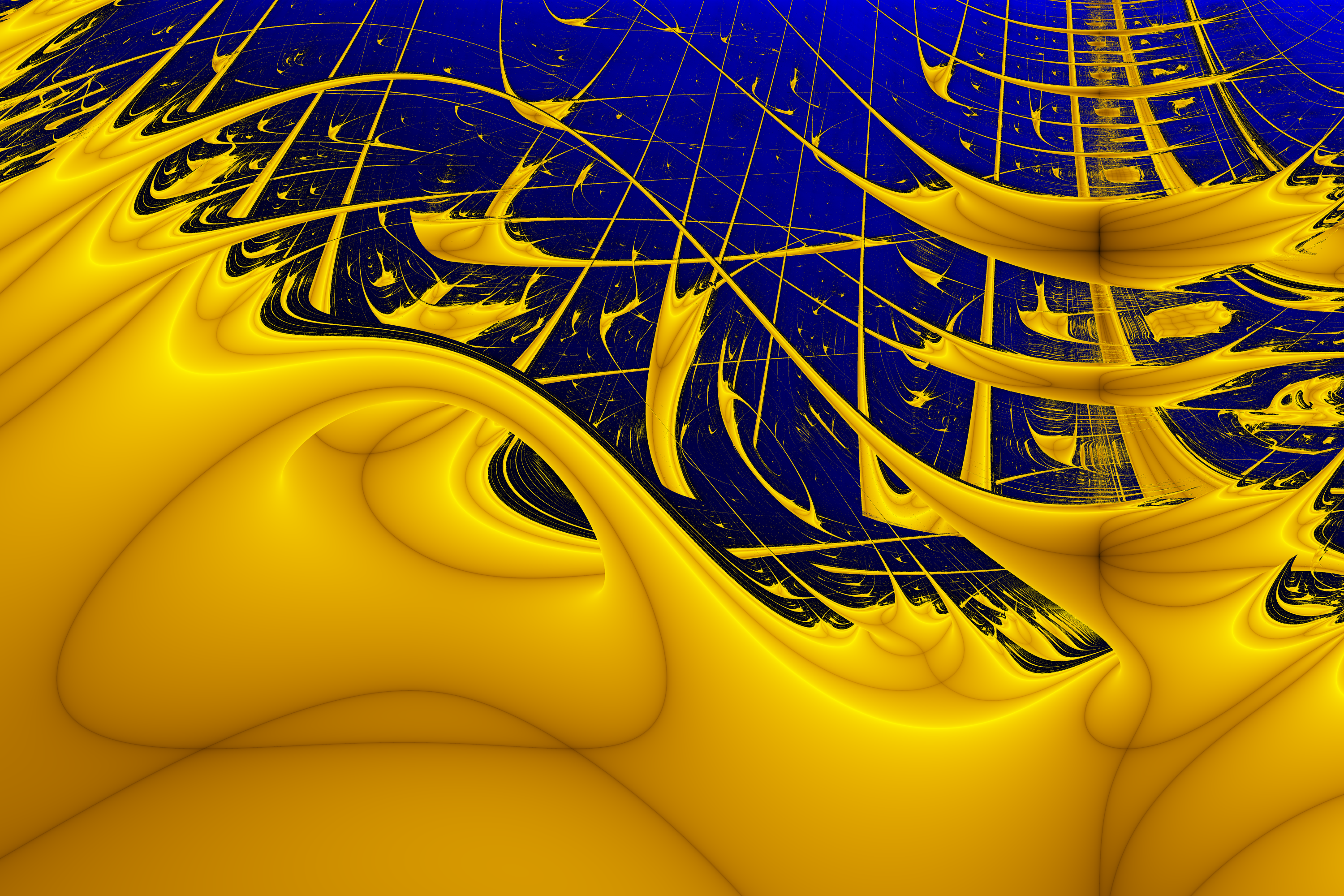
Узагальнений логістичний фрактал Ляпунова з ітераційною послідовністю BBBBBBAAAAAA; зона зростання параметра — в ділянціі [3.4, 4.0] x [2.5, 3.4]. Також відомий як Zircon City.

Фрактали Ляпунова зазвичай будують для значень A та B в інтервалі {\displaystyle [0,4]}. Для більших значень інтервал {\displaystyle [0,1]} уже не стабільний, і послідовність найімовірніше прямує до нескінченності, хоча для деяких параметрів усе ще існують збіжні цикли скінченних значень. У всіх ітераційних послідовностей діагональ a = b така сама, як у стандартної логістичної функції з одним параметром.
Послідовність зазвичай починається зі значення 0,5, яке є критичною точкою ітеративної функції. Інші (зазвичай комплекснозначні) критичні точки ітеративної функції одного повного циклу — це ті, які проходять через значення 0,5 у першому циклі. Збіжний цикл повинен містити щонайменше одну критичну точку, тому всі збіжні цикли можна отримати всього лиш зсувом ітераційної послідовності зі збереженням початкового значення 0,5. Насправді зсув цієї послідовності спричиняє змінення фракталу, оскільки деякі гілки перекриваються іншими. Наприклад, зверніть увагу, що фрактал Ляпунова для ітераційної послідовності AB не є ідеально симетричним відносно a і b.

## Алгоритм генерування фракталів Ляпунова

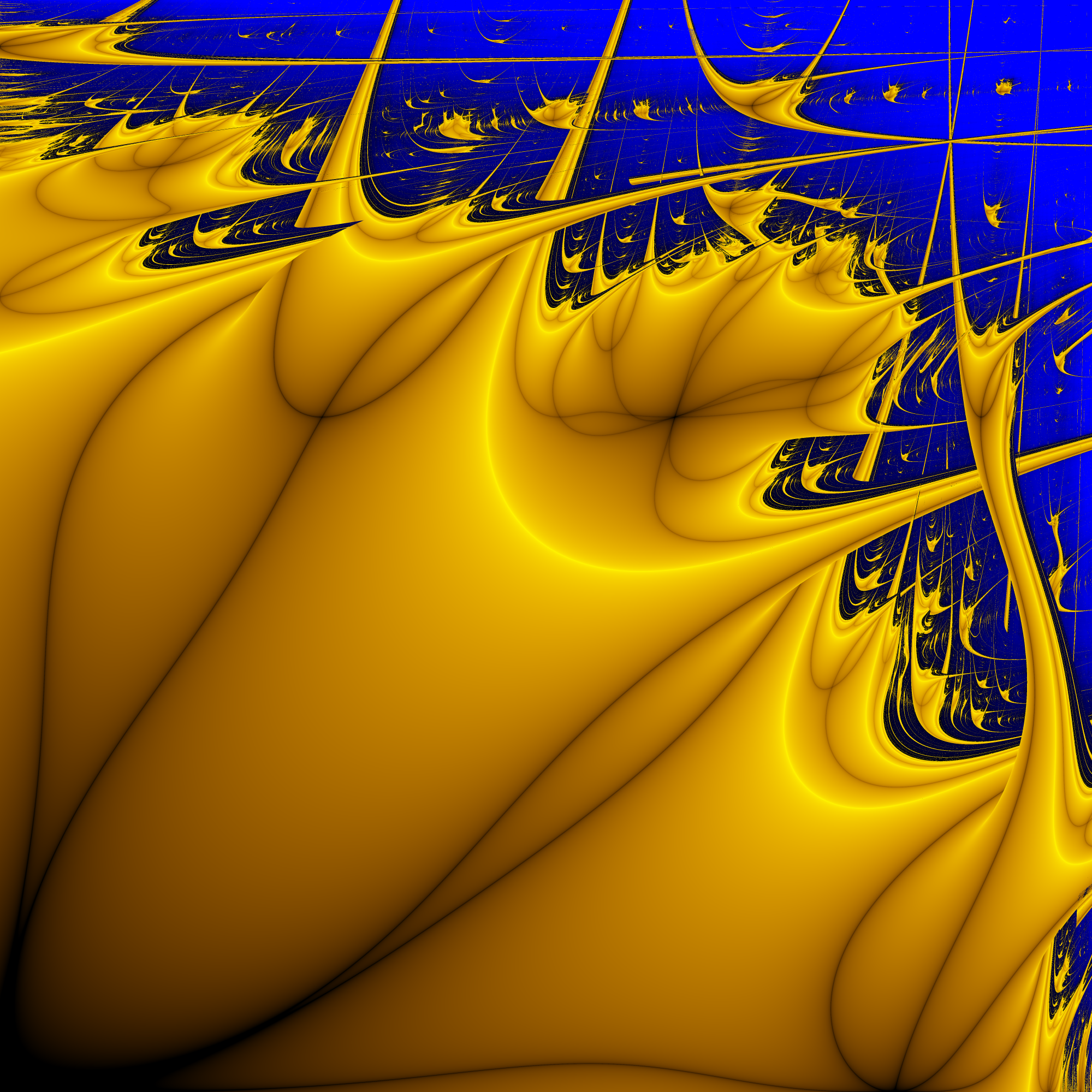
Узагальнений логістичний фрактал Ляпунова з ітераційною послідовністю AABAB в ділянці [2, 4] х [2, 4].

1. Вибрати рядок із символів A та B будь-якої нетривіальної довжини (наприклад, AABAB).
2. Побудувати послідовність {\displaystyle S} послідовних символів рядка, повторених необхідну кількість разів.
3. Вибрати точку {\displaystyle (a,b)\in [0,4]\times [0,4]}.
4. Визначити функцію {\displaystyle r_{n}={\begin{cases}a,&S_{n}=A\\b,&S_{n}=B\end{cases}}}.
5. Прийняти {\displaystyle x_{0}=0,5} та виконати ітерації {\displaystyle x_{n+1}=r_{n}x_{n}(1-x_{n})}.
6. Обчислити показник Ляпунова: {\displaystyle \lambda =\lim _{N\rightarrow \infty }{\frac {1}{N}}\sum _{n=1}^{N}\log \left|{dx_{n+1} \over dx_{n}}\right|=\lim _{N\rightarrow \infty }{\frac {1}{N}}\sum _{n=1}^{N}\log |r_{n}(1-2x_{n})|}
7. Розфарбувати точку {\displaystyle (a,b)} згідно з отриманим значенням {\displaystyle \lambda }.
8. Повторити кроки 3-7 для кожної точки площини зображення.

На практиці {\displaystyle \lambda } апроксимується підбором досить великого {\displaystyle N}. Цей алгоритм підходить для таких мов, як Mathematica, але не для мов низького рівня.

## Більша кількість вимірів
Фрактали Ляпунова можна обчислювати більш ніж у двох вимірах. Ітераційна послідовність n-вимірного фракталу будується з алфавіту з кількістю літер n. Наприклад, послідовність «ABBBCA» тривимірного фракталу, який можна візуалізувати або як тривимірний об'єкт, або у вигляді анімації, кожен кадр якої показує «зріз» у напрямку C, як на прикладі, наведеному в статті.